# Jakub Ćwiek
Jakub Ćwiek (sinh ngày 24 tháng 6 năm 1982 tại Opole) là một nhà văn truyện giả tưởng người Ba Lan.
Anh ra mắt năm 2005 với tuyển tập truyện ngắn Kłamca (Liar). Truyện ngắn Cicha noc (Silent Night) nằm trong tuyển tập này đã được đề cử cho Giải thưởng Janusz A. Zajdel.

## Danh mục

### Tuyển tập truyện ngắn
- Gotuj z papieżem. (2009)[1]

### Tiểu thuyết
- Liżąc ostrze. (2007)[2]
- Ciemność płonie. (2008)[3]
- Ofensywa szulerów. (2009)[4]
- Krzyż Południa. Rozdroża. (2010)[5]

#### Sê-ri Kłamca (The Liar)
- Kłamca. (2005)[6]
  - Anioł Stróż
  - Młot, wąż i skała
  - Samobójca
  - Krew Baranka
  - Cleaner
  - Przepowiednia
  - Galeria
  - Cicha noc
  - Egzorcysta
  - Głupiec na wzgórzu
- Kłamca 2. Bóg marnotrawny. (2006)[7]
  - Okazja
  - Korona stworzenia
  - Odległość Anioła
  - Idźcie, jesteście posłani
  - Słudzy Metatrona
  - Bóg marnotrawny
- Kłamca 3. Ochłap sztandaru. (2008)[8]
- Kłamca – audiobook by Krzysztof Banaszyk (2010)
- Kłamca 4. Kill'em all. (2012)[9]
  - Część I: Wszyscy mają się dobrze
    - Rozdział 1-6

  - Część II: Ups... Już nie
    - Rozdział 7-10

  - Część III: Dokąd prowadzą wszystkie drogi
    - Rozdział 11-16

  - Część IV: Grand finale
    - Rozdział 17-18

## Giải thưởng
Với truyện Bajka o trybach i powrotach, Jakub Ćwiek đã được nhận Giải thưởng Janusz A. Zajdel ở hạng mục truyện ngắn vào năm 2011. Buổi giới thiệu tác phẩm đã diễn ra tại Hội nghị Polcon ở Wrocław.
Anh đã được đề cử cho Giải thưởng Janusz A. Zajdel mười lần:
- vào năm 2015 cho tiểu thuyết Chłopcy 3: Zguba
- vào năm 2012 cho tiểu thuyết: Kłamca 4: Kill 'Em All cùng các truyện: Będziesz to prać!, Co było, a nie jest... i Kukuryku!
- vào năm 2011 cho truyện: Bajka o trybach i powrotach (nhận giải thưởng)
- vào năm 2010 cho tiểu thuyết:  Krzyż Południa. Rozdroża và truyện: Małpki z liści
- vào năm 2006 cho truyện: Bóg marnotrawny
- vào năm 2005 cho truyện: Cicha noc

Jakub Ćwiek cũng được đề cử là Nghệ sĩ của năm cho Giải thưởng Śląkfy vào năm 2012.